# Multilinearform
Eine {\displaystyle p}-Multilinearform {\displaystyle \omega } ist in der Mathematik eine Funktion, die {\displaystyle p} Argumenten {\displaystyle v_{i}\in V_{i},\;i\in \{1,\ldots ,p\}} aus {\displaystyle K}-Vektorräumen {\displaystyle V_{1},\ldots ,V_{p}} einen Wert {\displaystyle \omega (v_{1},\ldots ,v_{p})\in K} zuordnet und in jeder Komponente linear ist. Im allgemeineren Fall, dass der Bildraum selbst ein Vektorraum ist, oder Bild- und Zielräume Moduln sind, spricht man von einer multilinearen Abbildung.

## Definition
Eine Abbildung
{\displaystyle {\begin{aligned}\omega :\ V_{1}\times \cdots \times V_{p}&\rightarrow K\\(v_{1},\ldots ,v_{p})\ &\mapsto \omega \left(v_{1},\dots ,v_{p}\right)\end{aligned}}}
heißt Multilinearform, wenn für alle {\displaystyle v_{j}\in V_{j},j\in \{1,\ldots ,p\}} und alle {\displaystyle i\in \{1,\ldots ,p\}} folgende zwei Bedingungen erfüllt sind:
Für alle {\displaystyle \lambda \in K} gilt
{\displaystyle \omega \left(v_{1},\ldots ,\lambda \;v_{i},\ldots ,v_{p}\right)=\lambda \;\omega \left(v_{1},\ldots ,v_{i},\ldots ,v_{p}\right)}
und für alle {\displaystyle w\in V_{i}}
{\displaystyle \omega \left(v_{1},\ldots ,v_{i}+w,\ldots ,v_{p}\right)=\omega \left(v_{1},\ldots ,v_{i},\ldots ,v_{p}\right)+\omega \left(v_{1},\ldots ,w,\ldots ,v_{p}\right)}.
Die Menge aller multilinearen Abbildungen {\displaystyle {\mathcal {J}}^{p}(V_{1},\ldots ,V_{p})} bildet einen {\displaystyle K}-Vektorraum. Im Fall {\displaystyle V_{1}=\cdots =V_{p}=:V} schreibt man {\displaystyle {\mathcal {J}}^{p}(V):={\mathcal {J}}^{p}(V,\ldots ,V)}.

## Alternierende Multilinearformen
Eine Multilinearform {\displaystyle \omega \in {\mathcal {J}}^{p}(V)} heißt alternierend, falls sie null ergibt, wenn zweimal derselbe Vektor eingesetzt wird, d. h.
{\displaystyle \omega \left(\dots ,v,\dots ,v,\dots \right)=0}
für alle {\displaystyle v\in V}.
In diesem Fall folgt auch, dass die Form schiefsymmetrisch ist, das heißt, dass sie bei Vertauschung von zwei beliebigen Argumenten ihr Vorzeichen wechselt, also
{\displaystyle \omega \left(v_{1},\dots ,v_{i},\dots ,v_{j},\dots ,v_{p}\right)=-\omega \left(v_{1},\dots ,v_{j},\dots ,v_{i},\dots ,v_{p}\right)}
für alle {\displaystyle v_{k}\in V,\;k\in \{1,\ldots ,p\}} und {\displaystyle i,j\in \{1,\ldots ,p\},\;i\neq j}. Die umgekehrte Implikation – dass alle schiefsymmetrischen Multilinearformen alternierend sind – gilt aber nur, wenn die Charakteristik von {\displaystyle K} nicht 2 ist, also zum Beispiel für {\displaystyle K=\mathbb {R} }.
Ist allgemeiner {\displaystyle \pi \in S_{p}} eine beliebige Permutation der Indizes, dann gilt
{\displaystyle \omega \left(v_{\pi (1)},\dotsc ,v_{\pi (p)}\right)=\operatorname {sign} (\pi )\cdot \omega \left(v_{1},\dotsc ,v_{p}\right)},
wobei {\displaystyle \operatorname {sign} (\pi )} das Signum der Permutation bezeichnet.
Die Menge aller alternierenden Multilinearformen {\displaystyle \Omega ^{p}(V)} ist ein Untervektorraum von {\displaystyle {\mathcal {J}}^{p}(V)}. Wichtig ist der Spezialfall {\displaystyle \ p=\dim V}. Dann ist {\displaystyle \Omega ^{p}(V)} ein eindimensionaler Unterraum von {\displaystyle {\mathcal {J}}^{p}(V)}, und seine Elemente heißen Determinantenfunktionen.
Auf dem durch alle {\displaystyle \Omega ^{p}(V),p=0,1,2,\ldots } erzeugten Vektorraum lässt sich die Struktur einer Algebra definieren. Diese Algebra heißt Graßmann-Algebra.

## Beispiele
1. Linearformen sind genau die 1-Multilinearformen.
2. Bilinearformen sind genau die 2-Multilinearformen. Antisymmetrische Bilinearformen sind alternierende Multilinearformen (wenn die Charakteristik von {\displaystyle K} nicht 2 ist).
3. Bildet man aus {\displaystyle n} Vektoren durch Zusammenfassen eine quadratische Matrix, so ist die Determinante dieser Matrix eine alternierende, normierte Multilinearform. Im dreidimensionalen Fall ist also {\displaystyle \omega } definiert durch
{\displaystyle \omega \left(v_{1},v_{2},v_{3}\right):=\det {\begin{pmatrix}v_{1x}&v_{2x}&v_{3x}\\v_{1y}&v_{2y}&v_{3y}\\v_{1z}&v_{2z}&v_{3z}\end{pmatrix}}}
eine alternierende 3-Multilinearform. Dabei sind die Vektoren {\displaystyle v_{1},v_{2},v_{3}} folgendermaßen in Koordinaten dargestellt:
{\displaystyle v_{1}={\begin{pmatrix}v_{1x}\\v_{1y}\\v_{1z}\end{pmatrix}},\quad \quad v_{2}={\begin{pmatrix}v_{2x}\\v_{2y}\\v_{2z}\end{pmatrix}},\quad \quad v_{3}={\begin{pmatrix}v_{3x}\\v_{3y}\\v_{3z}\end{pmatrix}}}.
4. Kovariante Tensoren sind Multilinearformen: In dem Fall, dass alle Vektorräume {\displaystyle V_{i}} identisch sind (also {\displaystyle V_{i}=V}), ist die {\displaystyle p}-Multilinearform auch ein kovarianter Tensor {\displaystyle p}-ter Stufe. Im selben Fall sind die alternierenden {\displaystyle p}-Multilinearformen auch total antisymmetrische Tensoren {\displaystyle p}-ter Stufe.
5. Eine Differentialform ordnet einem Punkt einer Mannigfaltigkeit eine alternierende Multilinearform auf dem zugehörigen Tangentialraum zu.